# La vedova pericolosa
La vedova pericolosa (The Wistful Widow of Wagon Gap) è un film del 1947 diretto da Charles Barton con Bud Abbott e Lou Costello, meglio noti in Italia come Gianni e Pinotto.
La sceneggiatura si basa su The Wistful Widow of Wagon Gap, una storia breve di William Bowers e D. D. Beauchamp pubblicata su Collier's il 24 maggio 1947.

## Trama
Duke Egan e Chester Wooley sono due commessi viaggiatori che fanno uno scalo a Wagon Gap, in Montana, in rotta verso la California. Durante lo scalo, un noto criminale, Fred Hawkins, viene assassinato, e i due sono accusati di questo crimine. Essi sono così incarcerati e condannati all'impiccagione. Il capo del consiglio della cittadina, Jim Simpson, richiama una legge per cui il sopravvissuto ad un duello deve occuparsi dei debiti e della famiglia del deceduto. La legge risparmia i due dall'esecuzione, ma Chester è ora responsabile della vedova Hawkins e dei suoi sette figli. Essi vanno alla fattoria, dove la vedova fa lavorare Chester dall'alba al tramonto. In aggiunta, Chester deve lavorare al saloon di notte per ripagare i debiti di Hawkins al suo proprietario, Jake Frame. Il piano di lei è sfinire Chester fino a farlo acconsentire a sposarla. Chester capisce velocemente che nessuno lo danneggerà, per paura di dover poi occuparsi della signora Hawkins e della sua famiglia. Simpson nomina Chester sceriffo sperando che la paura di questo ripulisca la città senza legge. Per protezione, Chester porta con sé una foto della signora Hawkins e dei suoi bambini. La strategia funziona per un po' di tempo, e Chester viene proclamato eroe. Intanto, Duke ancora pianifica di andare in California e tenta di far sposare il giudice Benbow con la signora Hawkins, per liberare sé stesso e Chester dai loro obblighi. Mette in giro una voce che la signora Hawkins sta per diventare ricca perché la ferrovia comprerà la sua terra per metterci i binari. La voce si diffonde, così tutti tentano di uccidere Chester nella speranza di sposare la signora Hawkins e diventare così ricchi. Frame infine confessa l'omicidio di Hawkins; Duke e Chester sono così liberi e autorizzati a lasciare la città, ma non prima di ammettere che la voce sulla ferrovia era stata inventata da loro. Benbow vuole ancora sposare la signora Hawkins, ed ella è d'accordo. Ella poi annuncia che la ferrovia le aveva davvero offerto una considerevole quantità di denaro, ed ora è ricca.

## Produzione
Le riprese del film, prodotto dalla Universal International Pictures (UI), iniziarono a fine aprile e si conclusero ai primi di giugno 1947.

## Distribuzione
Il copyright del film, richiesto dall'Universal Pictures Co., Inc. and C. S. Co., fu registrato il 31 ottobre 1947 con il numero LP1919.
Distribuito dall'Universal Pictures, il film uscì nelle sale cinematografiche statunitensi l'8 ottobre 1947.